# Ormia lenti
Ormia lenti là một loài ruồi trong họ Tachinidae.